# Meteoreső (Smallville)
A Meteoreső a Smallville című amerikai televíziós sorozat pilot epizódja, melyet eredetileg 2001. október 16-án sugárzott a WB. Az epizód írói a sorozat megalkotói, Alfred Gough és Miles Millar, rendezője David Nutter. A pilot epizódban mutatkozik be a Smallville főhőse,  egy emberfeletti képességekkel rendelkező, elárvult földönkívüli kamasz, Clark Kent, aki nevelőszüleivel és barátaival a Smallville nevű kitalált kansasi kisvárosban él. A cselekményben Clark szembesül földönkívüli származásával és megpróbálja megmenteni a Smallville-i középiskola tanulóit egy feldühödött régi diáktól, aki maga is különleges képességekkel rendelkezik. Az első epizód már számos olyan elemet tartalmaz, mely az első évad, illetve a sorozat egészének szerves részét képezi, mint például a főbb szereplők között szövődő kapcsolatokat.
A pilot epizód forgatási helyszíne a kanadai Vancouver városa volt, amit az Egyesült Államok közép-nyugati részét idéző vidékies tájképe miatt választottak, a főszerepekre pedig öt hónapig keresték a megfelelő színészeket az alkotók. A felvételek hivatalosan az utolsó színész kiválasztása után négy nappal kezdődtek meg. Az idő szorítása miatt az alkotói stábnak nem volt ideje megépíteni minden díszletet, így egyes részletek utólag, digitális technika segítségével kerültek a jelenetekbe. A pilot epizód nézettsége a WB több addigi rekordját is megdöntötte. A kritikusok többnyire pozitívan értékelték. Több díjnak is jelöltje lett, melyek közül kettőt el is nyert.

## Az epizód cselekménye
|  | Alább a cselekmény részletei következnek! |

Smallville városát 1989-ben egy több áldozatot követelő meteorzápor sújtja, melyben egy kicsi űrhajó is becsapódik a város közelében. A hajóból egy fiúcska bújik elő, éppen Jonathan és Martha Kent (John Schneider és Annette O’Toole) furgonja mellett, mely a becsapódáskor lesodródott az útról és felborult. A házaspár gondozásba veszi az emberfeletti képességekkel bíró gyermeket és a Clark nevet adják neki.
Tizenkét évvel később a kamaszodó Clark (Tom Welling) különleges ereje miatt nem találja a helyét. Annak ellenére, hogy a fiú vonzódik egyik iskolatársához, Lana Langhez (Kristin Kreuk), nem mehet a lány közelébe, anélkül, hogy gyengeséget és fájdalmat ne érezne Lana meteorkőből készült nyakláncának sugárzása miatt. Egyik nap, mikor Clark az iskolából tart haza, elüti egy kocsi, melyet Lex Luthor (Michael Rosenbaum), a várost szinte teljesen felvásárló milliárdos, Lionel Luthor (John Glover) fia vezet. Clark látszólag sérthetetlen és semmi baja nem esik, de Lexet neki kell kimentenie a folyóba zuhant kocsi roncsai közül. A balesetet követően Clark még zaklatottabb mássága miatt, és mikor apja közli vele, hogy valódi szülei nem a Földről származtak, elrohan otthonról. Clark éjszaka a temetőben találkozik Lanával, mikor a lány szülei sírját látogatja meg. Lana barátja, Whitney Fordman (Eric Johnson) meglátja őket, amikor Clark hazakíséri a lányt és felébred benne a féltékenység. Az iskolában Clark barátai, Chloe Sullivan (Allison Mack) és Pete Ross (III. Sam Jones), akik az iskolai újságban közreműködnek, megmutatják neki Chloe gyűjteményét azokról a titokzatos esetekről melyek a tizenkét évvel ezelőtti meteoreső óta ütötték fel a fejüket. Az újságkivágások között egy magazin borítóján Clark felfedezi Lana fényképét is, és rádöbben, hogy a lány ekkor veszítette el a szüleit. A fiúban felébred az önvád és mikor feldúltan kirohan az épületből, beleütközik Whitneybe. Clark Lana nyaklánca miatt, melyet a lány Whitneynek adott, képtelen védekezni a felsőbb évesek támadása ellen, így a fiú a középiskola focicsapatának hagyományos lehúzásának áldozata lesz: egy kukoricatábla közepén egy madárijesztő póznájára kötözik. Whitney féltékenységből és hogy még jobban megalázza Clarkot, a fiú nyakába akasztja Lana nyakláncát.
Miközben a nyaklánc meteorkövének sugárzásától erőtlen Clark tehetetlenül lóg a póznáról, a kukoricatábla sűrűjéből előlép egy másik fiatalember, Jeremy Creek (Adrian McMorran), aki egykor szintén egy lehúzás áldozata volt. A fiú, aki maga is különleges képességekkel rendelkezik, melyekre a meteorzáport követően tett szert, már három korábbi, az ő lehúzásában részt vett öregdiákkal is végzett, azonban sorstársán, Clarkon mégsem hajlandó segíteni. Ehelyett bejelenti, hogy az éppen akkor tartott éves iskolabálon bosszút fog állni az iskola minden diákján. Clarkot végül Lex szabadítja ki, aki meglátta Jeremyt, mikor az elhagyta a táblát. Clarknak a bálon sikerül megállítani Jeremyt, mielőtt az bárkiben is kárt tehetne. Jeremyre visszaüt saját elektromos ereje és elveszíti minden emlékét az általa elkövetett gyilkosságokról, a Clark és közötte történt összecsapásról és arról, hogy milyen támadást tervezett a bálozók ellen. Clark látszólag némiképp megbékélve tér haza, anélkül, hogy bárki is észrevette volna, hogy mi történt.
|  | Itt a vége a cselekmény részletezésének! |

## Motívumok az epizódban
Gough és Millar a meteoresőre visszatekintő jeleneteket arra használta fel, hogy megalapozza a sorozat három legfontosabb szereplőjének, Clarknak, Lanának és Lexnek a közös hátterét, melyben a veszteség az, ami összeköti őket. Clark saját világának egyetlen túlélője. Lana szülei a meteoreső áldozatául estek, Lex pedig ettől a ponttól kezdett még jobban elidegenedni apjától, mikor a kisvárosba tett útjuk során az őt ért sokk hatására elveszítette a haját.
Az epizódban Lana nyaklánca, mely a Clarkra halálos sugárzással rendelkező kriptonitból készült, a forrása a fiú kétbalkezességének, mikor a lány közelébe kerül. Más médiában, így a képregényekben és a korábbi filmadaptációkban is, Clark ügyetlensége valójában csak színjáték, mellyel valódi kilétét igyekszik leplezni. A Lana és Clark közti intim temetői jelenet az alkotók szándéka szerint ki kívánta hangsúlyozni a mély magány jelenlétét, mely mindként szereplő életének szerves része. Clark és Lex között az epizódban egyfajta „jin-jang”-féle kapcsolat alakul ki. Első találkozásukkor Clark megmenti Lex életét, majd később, az epizód vége felé Lex siet Clark segítségére. Clark lehúzásának jelenete, melynek során a fiút alsónadrágban egy madárijesztő póznájára kötözték és a mellkasára egy „S”-betűt festettek, Gough és Millar azon alapelvében gyökerezett, melyben szerették volna Clarkot teljesen, a Superman mítosz alapjaiig „levetkőztetni”.

## Az epizód háttere

### Szereplőválogatás
Gough és Millar öt hónapot szánt a meghallgatásokra, de legfőbb céljuk a megfelelő színész felkutatása volt Clark Kent szerepére. Mikor megkapták Kristin Kreuk jelentkezési kazettáját Lana Lang szerepére, az alkotóknak annyira megtetszett, hogy azonnal meg is mutatták a hálózat munkatársainak is. Tom Welling kétszer is visszautasította a producerek felkérését, hogy vegyen részt a meghallgatáson Clark Kent szerepére, míg végül beleegyezett, hogy elvállalja a szerepet. David Nutter, az epizód rendezője győzte meg, hogy olvassa el a pilot forgatókönyvét, miután meglátta a fiatalember fényképét a meghallgatásokért felelős rendező irodájában. Welling menedzsere nem szerette volna, ha a színész elvállalja a szerepet, mert úgy vélte ez a későbbiek folyamán árthat a filmes pályafutásának. Wellingnek azonban elnyerte a tetszését, és hajlandó volt részt venni a meghallgatáson. Welling kezdetben azért utasította vissza a producerek ajánlatát, mivel azok nem árultak el részleteket a készülő sorozatról, Wellingben pedig az a benyomás alakult ki, hogy a műsor egy valamilyen „Superman a középiskolában” történet lesz, melyben azonban nem szeretett volna részt vállalni. Nutter megígérte Wellingnek, hogy elolvashatja a forgatókönyvet, azzal a kikötéssel, hogy előtte vegyen részt a meghallgatáson. Welling beleegyezett és miután a meghallgatást követően elolvasta a forgatókönyvet, „fantasztikusnak” találta. A meghallgatáson Welling egyik feladata a pilot temetői jelentének felolvasása volt Kristin Kreukkal. A hálózat munkatársai úgy vélték, hogy kettejük között „remek az összhatás”. Lex Luthor szerepének betöltésével kapcsolatban azonban már korántsem voltak ilyen egységesek a vélemények. Michael Rosenbaum kétszer vett részt a meghallgatáson, mivel úgy vélte, hogy az elsőt nem vette komolyan, a másodikra módszeresen feldolgozott egy két és fél oldalas jelenetet az epizódból. Külön megjelölt minden humoros, karizmatikus és fenyegető sort, és végül olyan jól szerepelt a meghallgatáson, hogy mindenki egyetértett abban, hogy ő a „megfelelő fickó” a szerepre.
Jonathan Kent szerepére John Schneidert választották ki. Schneider már jól ismert volt a Hazárd megye lordjai című sorozatból Bo Duke szerepében. Gough úgy vélte, hogy Schneider tapasztalatai a Hazárd megye lordjai-ból még hitelesebbé tennék a szereplőt, aki egy farmergazdaságot vezet. Martha Kent szerepére eredetileg Cynthia Ettingert választottá ki, de a forgatás közben mindenki egyetértett azzal, köztük Ettinger is, hogy mégsem ő a megfelelő személy a szerepre. Annette O’Toole korábban az 1983-as Superman III című filmben Lana Langet alakította. A színésznő korábbi sorozatát, a The Huntress-t éppen a pilot forgatása idején szüntették meg, így nem volt akadálya, hogy felváltsa Ettingert Martha Kent szerepében, akinek a jeleneteit immár O’Toole szereplésével forgatták újra.
Eric Johnson eredetileg Lex és Clark szerepére jelentkezett, végül azonban Lana Lang udvarlója, Whitney Fordman szerepét osztották rá. Johnson jeleneteinek a leforgatása mindössze egyetlen napot vett igénybe. Allison Mack kezdetben Lana Lang szerepére szeretett volna jelentkezni, de végül Chloe Sullivan mellett döntött. Chloe Sullivant kizárólag a sorozat számára alkották meg, és az eredeti ötlet szerint kisebbségi háttérrel rendelkezett volna. Gough és Millar ennek ellenére részben azért választották Macket a szerepre, mivel úgy látták, hogy a színésznőben „megvan az a ritka adottság, hogy a hosszú, magyarázó dialógusokat lendületessé tegye”. III. Sam Jones volt az utolsó színész, akit bekerült a pilot szereplői gárdájába, Pete Ross szerepében. Gough és Millar csupán négy nappal a forgatások megkezdése előtt találkozott Jones-szal. Az eredeti képregényekben Peter Ross fehérbőrű szereplő volt, a sorozat alkotói mégis az afroamerikai színészt választották ki a szerepre.

### Forgatás
Miután a Warner Bros. Television biztosította a sorozat jogait, Gough és Millar elkezdték megírni a pilot forgatókönyvét és megkeresni a megfelelő rendezőt. A sorozat megalkotói nagy rajongói voltak David Nutter korábbi munkáinak, és „a legkiemelkedőbb pilotepizód-rendezőnek” tekintették. David Nutter azért vállalta el a feladatot, mivel egy olyan epizódot szeretett volna elkészíteni, mely tiszteletben tartja a nézők igényeit, és ezzel együtt szórakoztató és ötletes. Nutters munkafilozófiája, hogy olyan műsorokat készítsen, melyek a nézők széles körét képesek megragadni. A pilot utolsó jelenetében Clark fantáziálását szerette volna bemutatni, melyben a fiú arról álmodik, hogy Lanával táncol, mely a rendező véleménye szerint megragadja a műsor lényegét. „Közel hozza őket. Bár nem annyira közel, amennyire azt Clark szeretné, de az epizód végén arról ábrándozik, hogy együtt vannak, és ez meg is jelenik a szeme előtt.” – nyilatkozta Welling a pilot utolsó jelenetével kapcsolatban.
A forgatások helyszínéül először Ausztráliát jelölték meg, de végül úgy találták, hogy inkább Vancouver látképe felel meg „az Egyesült Államok közép-nyugati vidékének”, melyet az alkotók eredetileg kerestek. A területen megtalálták a helyszínt a Kent farm berendezésére is, a város látképe pedig a kitalált város, Metropolis hátteréül szolgált. Mindemellett Vancouver egy jóval költséghatékonyabb megoldást biztosított, valamint Los Angeles-szel azonos időzónában helyezkedett el. A forgatások 2001 májusában kezdődtek meg. Nutter tizenhat napot szánt a főstáb jeleneteinek leforgatására, valamint további öt napot a mellékstábéra. Az idő szorítása miatt Nutter kénytelen volt pontosan tartani magát Adrien van Viersen 150 oldalas képes forgatókönyvéhez, mikor a meteorzápor nyitó jeleneteit forgatta. Smallville kitalált városának képe jelentős része Millartól származik, aki egy tipikus amerikai kisvárost szerette volna létrehozni. „A legtisztábbnál is tisztábbnak, a legbarátságosabbnál is barátságosabbnak, és a valóságnál sokkal szebbnek kellett lennie. Smallville minden lakója tetszetős megjelenésű, a színek világosak és élesek.” – nyilatkozta a díszletekért felelős Rob Maier. A Kent farm tekintetében Nutter egy „régi világ hatását és hangulatát” kívánta idézni. A pilot forgatásához a stáb csak a Kent ház konyháját és étkezőjét építette meg külön. A külső jelenetek felvételéhez az Andalinis farm szolgáltatta a helyszínt. A farm tulajdonosai, egy helyi pár, még azt is engedélyezték, hogy a forgatás kedvéért a stáb az eredetileg zöld falú házukat sárgára fesse. Mivel a farm területén már állt egy pajta, a csapatnak csak a padlásrészt, valamint az oda vezető lépcsőt kellett megépítenie.

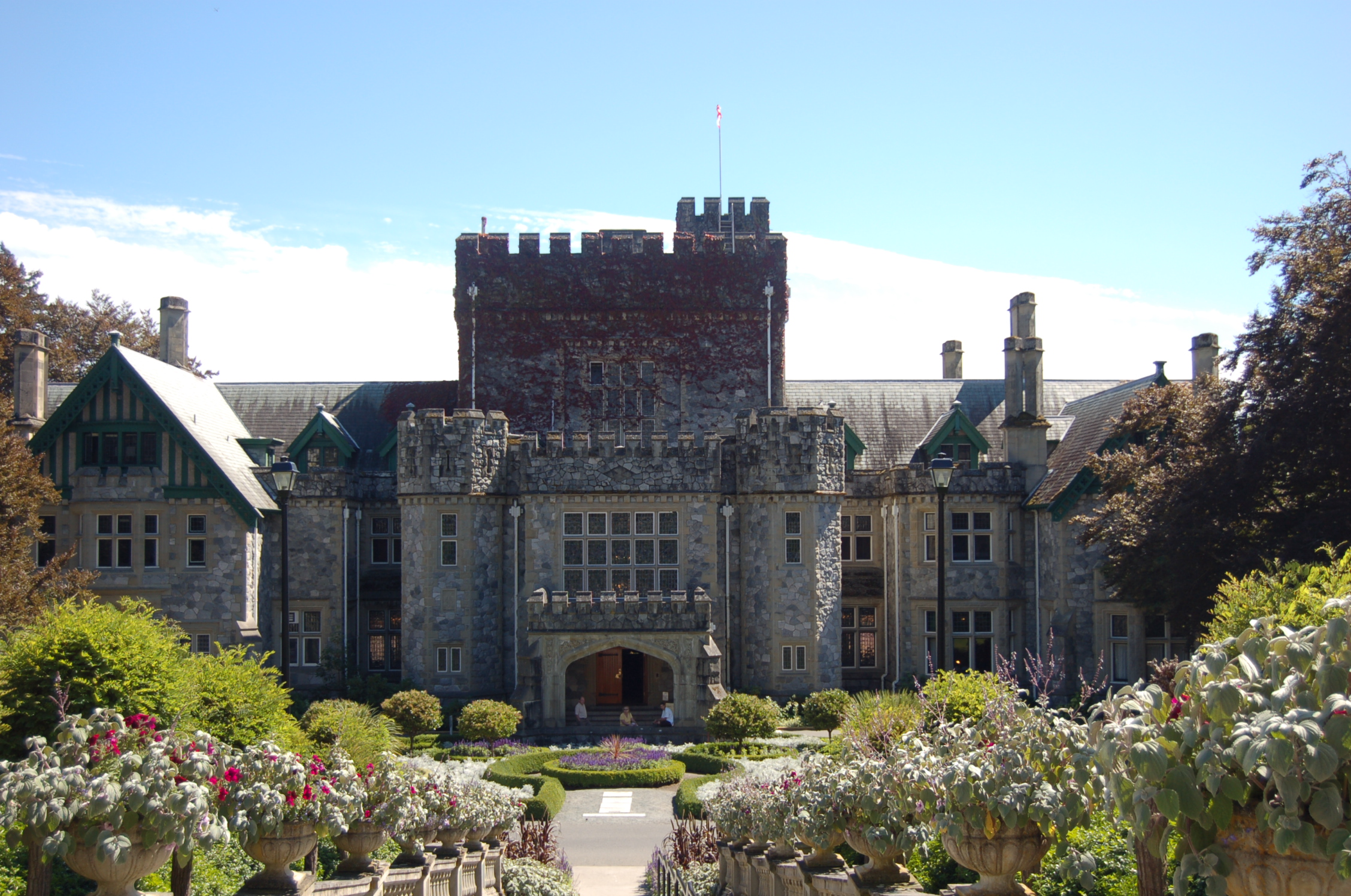
A Hatley kastély szolgáltatta a Luthor család ősi otthonának külső képét, a belső jeleneteket azonban a vancouveri Shannon Mews-ban forgatták.

A Luthor birtok külső jeleneteit a Victoriában található kastély mellett forgatták, mely kompjárattal Vancouvertől nyugatra, két órás útra található. Az idő hiánya miatt az egyes jeleneteket egyszerre több szögből, gyakran más helyeken vették fel. A jelenetet, melyben Whitney (Eric Johnson) és Lana (Kristin Kreuk) a verandán ülnek, valójában két helyen forgatták le. Whitney közeli felvételeit egy futballstadionban, Lana közeli felvételeit pedig egy paradicsomfeldolgozó üzemben rögzítették. Mivel a csapat nem tudott a Lana otthonaként ábrázolt háznál forgatni, a stáb megépítette a ház verandáját egy víztisztító üzemben a pilot utolsó jelenete számára, melyben Lana a bálból hazaérkezve felmegy a lépcsőn. A helyi víztisztító üzem szolgáltatta a hátteret a LuthorCorp gyáregysége számára is, melynek az igazgatására Lex a városba érkezik a sorozat történetében. A Clarkot a Földre szállító űrhajó becsapódási helyszínét ugyanabban a homokbányában alakították ki, mint ahol a 2000-es A Mars-mentőakció című filmet forgatták. Smallville városának főutcáját a Vancouvertől három órára keletre fekvő Merrittben, valamint Cloverdale-ben vették fel. A legtöbb jelenetet Cloverdale-ben forgatták, mivel a város egy nagyobb szakaszán több szabad épülettel is rendelkezett, melyeket a Smallville főutcáján játszódó jelenetekben jól tudtak hasznosítani. Mikor a csapat megérkezett a városba, hogy felvegyék az előzetes jeleneteit, ki kellett díszíteniük a várost szalagokkal és léggömbökkel, valamint néhány épületet át is kellett festeniük, hogy azok megfeleljenek Miller, „az amerikai kisváros”-elképzelésének. A pilot számára két díszlet megépítésére volt szükség. A Kent farm viharpincéjét a forgatások során használt farm pajtájában építették meg. Clark és Lana temetői jelenetéhez a helyszínt Bernard Hides arculattervező a semmiből építette meg egy üres terepen.

### Különleges látványelemek
A pilot különleges digitális hatásaiéért és elemeiért a Thomas Special Effects volt a felelős. Bizonyos jeleneteket az idő és pénzhiány miatt digitálisan kellett elkészíteni. A meteorzáporban elpusztuló víztorony képét a pilot nyitójeleneteiben teljes egészében digitális technikával alkották meg. A forgatások során visszatérő probléma volt a kukoricatáblák hiánya. Mivel a tipikus kansasi vidék megteremtése miatt szükség volt valósághű kukoricamezők megjelenítésére, ez külön kihívást jelentett a stáb számára. A probléma megoldása érdekében több mint 10 000 kukoricapalántát neveltek fel egy üvegházban, melyek azonban csupán hatvan centi magasra nőttek meg, így használhatatlanok voltak a forgatáshoz. Annak a jelenetnek a helyszínén, melyben Clark a Földre érkezik, nem volt kukoricatábla a közelben, így azt utólag digitális technikával kellett hozzáadni. A „digitális kukoricát” az ezt követő jelenetekben is gyakran alkalmazták. Mivel azonban a digitális változat használata nem volt minden esetben kivitelezhető, a stáb további hatszáz szár műkukoricát rendelt egy arizonai gyártótól. Egy másik digitális elem a meteorzápor után lelapított kukoricamező látképe az epizód elején. Néhány jelenet felvételéhez azonban a digitális technika elégtelen volt, és kaszkadőrök közreműködésére volt szükség. A jelenetben, melyben Clark kimenti süllyedő kocsijából Lexet, Steven McMichael kaszkadőr helyettesítette Tom Wellinget. McMichaelt a jelenet felvételekor az autó gyakorlatilag felöklelte mikor lesodorta őt a hídról.

## Bemutatása és fogadtatása
A Smallville pilot epizódját első, 2001. október 16-i bemutatása alkalmával 8,4 millió néző követte figyelemmel, ami új WB-nézőcsúcsot jelentett a sorozatok körében. A pilot 3,9 millió nézőjével szintén megdöntötte a WB nézettségi rekordját a 18 és 49 év közötti férfiak körében; 3,8 millió átlagos nézőszámmal a harmadik legnagyobb nézettséget elérő pilot lett a 19 és 49 év közötti lakosság körében. A pilot a 12 és 34 év közöttiek körében az első helyet vívta ki magának, így az évad következő epizódjait Jordan Levin, a Warner Bros. Entertainment elnöke a hálózat kedd esti adásidejébe sorolta be. Az epizód Emmy-díjat nyert a „legjobb hang” (Sound Editing) kategóriájában, valamint jelölt volt a „legjobb látványelemek” (Outstanding Special Visual Effects) kategóriában is, melyet azonban a UPN Star Trek: Enterprise című sorozat nyert el. A pilot különleges hatásaiért felelős csapat elnyerte a Leo-díjat a televíziós sorozatok körében osztott „legjobb látványelemek” (Best Visual Effects in a Dramatic Series) kategóriájában. A meghallgatások rendezői, Deedee Bradley, Coreen Mayrs, és Barbara Miller  a pilot elkészülésében való közreműködésükért jelöltjei voltak az Artios-díjnak. Az epizód a Golden Reel-díj két, a „legjobb hanghatások” (Effects & Foley Sound Editing) és „legjobb zene-vágás” (Music Sound Editing) kategóriájában is jelölt volt. Az epizód operatőre, Peter Wunstorf az American Society of Cinematographers társasága által osztott díj jelöltje volt.
Kanadában a pilot epizódot, és az azt követő Metamorfózis (Metamorphosis) című epizódot egy különleges bevezetőfilm formájában adták ki DVD-lemezen. A film 1.78-as szélesvásznú változatban került forgalomba az eredeti nyitóképsorok nélkül és egy módosított zárójelenettel. A különleges kiadás ugyanazokat az extra anyagokat tartalmazta mint a sorozat teljes első évadának dobozos kiadása.
A sorozat pilot epizódja bemutatását követően igen kedvező kritikai megítélésben részesült. Rob Owen a pittsburghi Post-Gazette írójának véleménye szerint az epizód „tiszteletteljes kiegészítése a Superman-történeteknek”, és rendelkezett „egy szuper sorozat minden ismérvével”. Owen írásában kiemelte az epizód Krisztus képét idéző jelenetét. „Hát csoda, hogy Clarkot is felkötözék, hiszen Supermant is azért ’küldték ide, hogy megmentsen minket’?” – írta Owen. A Post-Gazette újságírója által kiemelt szimbólumot a DVD Verdict is kiemelte ismertetőjében:
Superman bizonyos értelemben a népszerű kultúrában Jézus Krisztus világi megfelelője, a mi generációnk messiás-figurája. A sorozat ezt kihívóan jeleníti meg a pilot epizódban, melyben Clarkot szimbolikusan ’megfeszítették’ egy kukoricatábla közepén. Ez az igencsak meglepő szimbolika a sorozat központi gondolatává válik. Clark a megmentő, aki az emberiség számára mindent feláldoz egy magasabb jó érdekében. A Smallville pedig bemutatja, hogyan jut el odáig, hogy elfogadja és eggyé váljon ezzel a szereppel.
A Media Life írója, Elizabeth White az epizód bemutatását követő ismertetőjében úgy értékelte, hogy a sorozatnak minden esélye megvan arra, hogy a WB „nagy durranása” legyen, de ennek érdekében sikeresen fel kell venni a versenyt vetélytársaival a kedd esti, kilenc órai (EST) műsorblokkban, valamint megfelelnie a közönség azon elvárásainak is, hogy „milyennek kell lennie Supermannek”. Robert Bianco, a USA Today cikkírója már jóval vegyesebb érzelmekkel fordult a pilot felé. „Minden újítása ellenére, a Smallville-ben van valami, ami újrafeldolgozottnak, ismétlődőnek tűnik … A sorozatok kezdetben gyakran jobban hasonlítanak egymásra, mint amikor már a cselekmény beindul. Tehetség és értelem munkálkodik a Smallville-ben. Adjunk neki elég időt, talán rátalál a saját, egyedi hangjára.” – írta Bianco. Az IGN ismertetőjében Jeremy Conrad saját bevallása szerint megfogadta, hogy soha nem fogja megnézni a Smallville-t, mivel „hatalmas Superman rajongóként” ellenszenves számára az ötlet, hogy az alkotók meg akarják változtatni a Superman-mitológiát. A pilot megtekintése után azonban elismerte, hogy az epizód „nagyon szilárd alapokkal rendelkezik egy kezdődő sorozathoz képest”, valamint azt, hogy egyike volt a legjobb pilot epizódnak, amit az utóbbi időben látott. A The Futon Critic’s-nek a 2001-es év 50 legjobb televíziós epizódjait összegyűjtő listáján a Smallville pilot epizódja a 31. helyen végzett. Az epizódhoz Brian Ford Sullivan hozzáfűzte, hogy a Smallville, melyben a néző az ifjú Clark Kent kezdeti botlásait követheti nyomon, egy meglepően üde és friss megközelítést mutatott be a Supermant övező mítoszhoz.

## Külső hivatkozások
- A Smallville pilot epizódja a Smallville Wiki (Wikia Entertainment) oldalain (angolul)
- A Smallville pilot epizódja a TV.com oldalain Archiválva 2009. február 5-i dátummal a Wayback Machine-ben (angolul)
- A Smallville pilot epizódja az IMDb oldalain (angolul)